# بدر الدعيع
بدر الدعيع لاعب كرة قدم سعودي من مواليد ( 10 نوفمبر 1988 -) .

## الحياة الشخصية
نشأ في عائلة رياضية فهو الابن الأكبر للحارس الكبير والدولي السابق عبد الله الدعيع وكذلك عمه سيد حراس آسيا محمد الدعيع و شقيقة اللاعب سلطان الدعيع.

## مسيرة اللاعب

### بداياته
تدرج في درجتي الناشئين والشباب في نادي الهلال حتى وصل للفريق الأول مرورا بالأولمبي .

### تنقلاته
أعير لموسم واحد ناددي الرياض وعاد مرة أخرى لـ الهلال السعودي ثم انتقل لـ النصر السعودي و لعب معهم موسمين و وقع مع نادي المجزل عام 2017 .